# Pârâul Roșu, Someș
Pârâul Roșu este un râu afluent al Beliș.